# Frenata con il piede sinistro
La frenata con il piede sinistro è una tecnica di guida che prevede di premere il pedale del freno dell'autovettura con il piede sinistro, mentre il piede destro si occupa di azionare il pedale del gas. Questa pratica è in contrasto con l'utilizzo tradizionale, in cui il piede destro gestisce sia l'acceleratore che il freno, mentre il piede sinistro si occupa di premere la frizione. 

## Utilizzo
La frenata con il piede sinistro, generalmente sfruttata da piloti sportivi professionisti, è una tecnica tipicamente rallystica, utilizzata soprattutto con le vetture a trazione anteriore, ed è assimiliabile all'uso del freno a mano per forzare l'ingresso in curva; a differenza di questo, oltre al controllo della sbandata, comporta un trasferimento di carico all'asse anteriore che in tal modo mantiene l'aderenza e la direzionalità, in quanto la frenata avviene sulle quattro ruote e viene modulata a seconda della sensibilità del pilota. Viene utilizzata, da parte dei piloti più esperti, anche per modulare la ripartizione della potenza nelle vetture a trazione integrale o per limitare l'effetto del freno motore in quelle a trazione posteriore. Può servire anche per eliminare il lasso di tempo in cui il piede destro si muove fra il pedale del freno e l'acceleratore, inoltre permette di ridurre gli effetti del ritardo del turbo, soprattutto se si continua a mantenere l'acceleratore leggermente premuto.

## Utilizzo in strada
Molti esperti si sono detti contrari all'uso di questa tecnica nella guida di tutti i giorni, è difficile raggiungere la necessaria sensibilità per frenare dolcemente quando una persona è stata a lungo abituata ad azionare la frizione (pedale che in genere va premuto con molta più energia rispetto a quello del freno) con il piede sinistro. Inoltre, si può fare confusione con i vari pedali passando da un veicolo con cambio automatico ad uno con il manuale. Altra controindicazione è data dai sistemi di frenata di emergenza assistita (BAS), presenti in quasi tutti i sistemi ABS, che interpretano il passaggio repentino della pressione da acceleratore a freno come frenata d'emergenza, premendo in maniera autonoma il pedale alla massima potenza.